# اولیویا نوزی
اولیویا نوزی (به انگلیسی: Olivia Nuzzi؛ زادهٔ ۶ ژانویه ۱۹۹۳) روزنامه‌نگار سیاسی اهل ایالات متحده است. او از سال ۲۰۱۷ تا ۲۰۲۴ به‌عنوان گزارشگر مجلهٔ نیویورک در واشینگتن دی‌سی فعالیت می‌کرد. پیش از پیوستن به این مجله، نوزی در وب‌سایت دیلی بیست مشغول به کار بود و در آنجا پوشش خبری کمپین انتخاباتی دونالد ترامپ در سال ۲۰۱۶ را بر عهده داشت. در سپتامبر ۲۰۲۴، مجلهٔ نیویورک او را به دلیل افشای رابطه‌اش با رابرت اف. کندی جونیور در حین گزارشگری از کمپین انتخاباتی، به مرخصی اجباری فرستاد. ماه بعد، نوزی و نیویورک «راه خود را از هم جدا کردند».

## دوران اولیه زندگی و تحصیل
نوزی در شهر نیویورک زاده شد و فرزند کلی و جان نوزی است. جان نوزی، که زادگاهش بروکلین نیویورک بود، ۲۰ سال در اداره پاکیزگی شهر نیویورک کار کرد و در دسامبر ۲۰۱۵ درگذشت.نوزی پس از درگذشت پدرش، برای دیلی بیست دربارهٔ او نوشت. مادرش، کلی نوزی، در فوریه ۲۰۲۱ از دنیا رفت. نوزی پس از درگذشت مادرش، برای مجله نیویورک دربارهٔ او نوشت. او همچنین برادری به نام جاناتان دارد.
نوزی در محله ریور پلازا از بخش میدلتاون در ایالت نیوجرسی بزرگ شد. نوزی آموزش خود را در دبیرستان میدلتاون ساوت گذراند و آن را به پایان رساند. او در دانشگاه فوردهام تحصیل کرد.

## شغلی
نوزی در سال ۲۰۱۱، هنگامی که هنوز نوجوان بود، کار نویسندگی را آغاز کرد و به‌عنوان ستون‌نویس سیاسی ماهانه برای نشریه triCityNews، یک هفته‌نامه متفاوت در آسبری پارک نیوجرسی، قلم زد. او همچنین برای More Monmouth Musings، یک وبلاگ و وب‌سایت خبری با گرایش محافظه‌کارانه، مطالبی نوشت.

### کارزار انتخاباتی وینر برای شهرداری
نوزی در سال ۲۰۱۳، در حالی که ۲۰ سال داشت و دانشجوی سال سوم دانشگاه فوردهام بود، به‌عنوان کارآموز داوطلب در کارزار انتخاباتی آنتونی وینر برای شهرداری نیویورک شرکت کرد. در مدت کوتاه حضورش در این کارزار، او به‌عنوان نویسنده ثابت در NSFWcorp استخدام شد و تجربه‌هایش از کارآموزی در کارزار وینر را در یادداشتی در تاریخ ۲۸ ژوئیه ۲۰۱۳ منتشر کرد. در این نوشته، او ادعا کرد که وینر او و یک کارآموز زن دیگر را «مونیکا» خطاب کرده، منبعی ناشناس به او گفته بود که وینر به مدیر کارزارش دروغ گفته و این مدیر به همین دلیل استعفا داده، و اینکه این مدیر تنها یکی از چندین کارکنانی بود که از کارزار جدا شده بودند.
روزنامه نیویورک دیلی نیوز از او خواست مقاله‌ای تکمیلی دربارهٔ این کارزار بنویسد که در ۳۰ ژوئیه ۲۰۱۳ به‌عنوان سرخط صفحه اول منتشر شد. به گفته نوزی، برخی از همکاران کارآموزش در این کارزار حضور داشتند چون امیدوار بودند همسر وینر، هما عابدین، را ببینند و از این راه با رئیس او، هیلاری کلینتون، ارتباط برقرار کنند تا در کارزار احتمالی کلینتون برای ریاست‌جمهوری نقش داشته باشند.
در مصاحبه‌ای که همان روز با Talking Points Memo منتشر شد، باربارا مورگان، مدیر ارتباطات وینر، که بعداً گفت گمان می‌کرده صحبت‌هایش غیررسمی است، با الفاظ تند و ناسزا نوزی را توصیف کرد و گفت نوزی «فقط برای دیده شدن آنجا بود… و سر کار حاضر نمی‌شد»، همچنین مدعی شد که نوزی توافق‌نامه عدم افشا را امضا کرده و نقض کرده بود، و اینکه او پیش‌تر قصد اخراج نوزی را داشت اما نوزی التماس کرد که برگردد و او فرصت دوباره‌ای به او داد. مورگان بعداً از نوزی عذرخواهی کرد و نوزی عذرخواهی را پذیرفت.

### کارزارهای انتخاباتی ریاست‌جمهوری و گزارشگری کشوری
نوزی در مه ۲۰۱۴، در حالی که هنوز در فوردهام درس می‌خواند، به استخدام دیلی بیست درآمد. او پیش از پایان تحصیلاتش دانشگاه را ترک کرد تا این شغل را بپذیرد. در دیلی بیست، او کارزارهای انتخاباتی رند پال و کریس کریستی و همچنین ظهور سیاسی دونالد ترامپ را پوشش داد.
در نوامبر ۲۰۱۶، پولیتیکو نوزی را یکی از «۱۶ ستاره نوظهور رسانه‌ای» انتخابات ریاست‌جمهوری نامید. در دسامبر ۲۰۱۶، مدیایت او را در فهرست ۲۵ نفر «تأثیرگذارترین» در رسانه‌های خبری سال ۲۰۱۶ قرار داد. در سال ۲۰۱۸، فوربس نوزی را در فهرست سالانه "۳۰ زیر ۳۰" خود گنجاند.
در فوریه ۲۰۱۷، نوزی به‌عنوان گزارشگر واشینگتن برای مجله نیویورک استخدام شد. او همچنین برای مجله پولیتیکو، GQ، اسکوایر و واشینگتن پست مطالبی نوشته است.
در اوایل ۲۰۱۸، نوزی اعتراف کرد که بدون اجازه وارد دفتر خانگی کوری لواندوفسکی، مدیر پیشین کارزار ترامپ، شده و عکسی گرفته بود، در حالی که لواندوفسکی او را متهم کرد که یک آلبوم عکس را هم برده است. نوزی گفت: «می‌دونی، فقط وارد خونه شدم چون کسی در رو جواب نداد.» او پس از پیام دادن به دوست‌پسرش از آنجا خارج شد. به گفته نوزی، دوست‌پسرش به او گفت که "این کار احتمالاً قانونی نیست و بهتره بری بیرون. منم گفتم، آخ!"
در اکتبر ۲۰۱۸، ترامپ نوزی را برای مصاحبه‌ای اختصاصی به دفتر بیضی کاخ سفید دعوت کرد.

### شناخت
در ۲۰۱۹، او جایزه "NEXT" را از انجمن ویراستاران مجلات آمریکا دریافت کرد. همچنین در سال ۲۰۲۳، نامزد جایزه ملی مجله برای نگارش مقاله بلند شد.

### تلویزیون
در سال ۲۰۲۲، شبکه AMC اعلام کرد که نوزی نویسندگی و تهیه‌کنندگی اجرایی سریال کمدی سیاه «پیامی از دولت» را با همکاری جینا مینگاچی، تهیه‌کننده اجرایی «کشتن ایو»، بر عهده خواهد داشت. همچنین در سریال «بیلیونز» شبکه شوتایم با نقش خودش حضور یافت. او مستندی برای MSNBC به نام «فور سیزنز تام مستند» دربارهٔ تلاش ناکام رودی جولیانی برای به چالش کشیدن نتایج انتخابات ۲۰۲۰ تولید کرد. در آوریل ۲۰۲۳، نوزی میزبانی پادکست همراه مینی‌سریال «لوله‌کش‌های کاخ سفید» شبکه HBO را آغاز کرد.در سال ۲۰۲۴، او برنامه «سرمایه کار» را در بلومبرگ تی‌وی میزبانی کرد که مجموعه‌ای شش‌قسمتی از گفت‌وگوها با سیاستمداران و بازرگانان بود.

### رسوایی رابرت اف کندی جونیور
در سپتامبر ۲۰۲۴، اولیور دارسی، گزارشگر پیشین رسانه‌ای CNN، در خبرنامه‌اش Status گزارش داد که نوزی «رابطه‌ای نامناسب» با رابرت اف. کندی جونیور، نامزد ریاست‌جمهوری که نوزی در نوامبر ۲۰۲۳ در مقاله‌ای دربارهٔ او نوشته بود، برقرار کرده است. نوزی پس از تأیید داشتن «رابطه‌ای شخصی غیرفیزیکی» با کندی، از سوی مجله نیویورک به مرخصی فرستاده شد. این رابطه از سوی شخص ثالثی «عاطفی و دیجیتال» توصیف شد. دیلن بایرز از Puck News گزارش داد که نوزی عکس‌های برهنه برای کندی فرستاده بود. گفته می‌شود کندی دربارهٔ عکس‌های خصوصی که از نوزی دریافت کرده بود، فخر فروخته است.دارسی گفت که رفتار نوزی «تعارض منافع» ایجاد کرده و افزود: «نوزی یکی از برجسته‌ترین روزنامه‌نگاران آمریکا بود و شاید مهم‌ترین مقاله کارزار ۲۰۲۴ را نوشت که دربارهٔ توطئه سکوت برای حفاظت از جو بایدن بود. چون خوانندگان نمی‌دانستند این رابطه با کندی در جریان بوده، سؤالاتی دربارهٔ تعارض منافع پیش می‌آید، زیرا کندی خودش در کارزار ۲۰۲۴ فعال بوده است.»
مجله نیویورک اعلام کرد که رفتار نوزی «نقض استانداردهای مجله دربارهٔ تعارض منافع و افشاگری» بوده و افزود: «اگر مجله از این رابطه آگاه بود، او اجازه ادامه پوشش کارزار انتخاباتی را نداشت.» هرچند «بررسی داخلی آثار منتشرشده او هیچ نادرستی یا نشانه‌ای از جانبداری نشان نداد»، مجله به خاطر «خدشه‌دار کردن اعتماد خوانندگان» عذرخواهی کرد. در ۲۱ اکتبر، نیویورک بیانیه‌ای منتشر کرد که این نشریه و نوزی «راهشان را از هم جدا کرده‌اند.»
سخنگوی کندی گفت که او «تنها یک بار در زندگی‌اش نوزی را برای مصاحبه‌ای که او درخواست کرده بود ملاقات کرد، که نتیجه‌اش مقاله‌ای تخریبی شد.»این سخنگو افزود: «آر.اف. کی جونیور دربارهٔ داشتن عکس‌های نوزی فخر نفروخت.»

## زندگی شخصی
نوزی در واشینگتن دی سی زندگی می‌کند در سپتامبر ۲۰۲۲، او با رایان لیزا، گزارشگر ارشد واشینگتن در نشریه پولیتیکو، نامزد کرد. در سپتامبر ۲۰۲۴، پس از افشای عمومی رابطه نوزی با کندی، لیزا اعلام کرد که به رابطه‌اش با نوزی پایان داده است.
در اکتبر ۲۰۲۴، نوزی درخواست صدور حکم حفاظتی علیه لیزا را به دادگاه برد و گفت که او «به‌صراحت تهدید کرده اطلاعات شخصی‌ام را علنی می‌کند تا زندگی، حرفه و آبروی من را نابود کند—تهدیدی که از آن زمان عملی کرده است.» نوزی ادعا کرد که لیزا دستگاه‌هایش را هک کرده «برای تعقیب و زیر نظر گرفتن من و جمع‌آوری مطالبی برای باج‌خواهی، تا مرا به بازگشت به رابطه وادار کند و وقتی حاضر به بازگشت نشدم، با رسوایی عمومی، تحقیر و آسیب حرفه‌ای مجازاتم کند.»او در نوامبر ۲۰۲۴ از دادگاه خواست که این حکم حفاظتی علیه لیزا را لغو کند.